# متحف نيتيروي للفن المعاصر
متحف نيتيروي للفن المعاصر (بالبرتغالية: Museu de arte contemporanea de Niterói) هو متحف برازيلي.

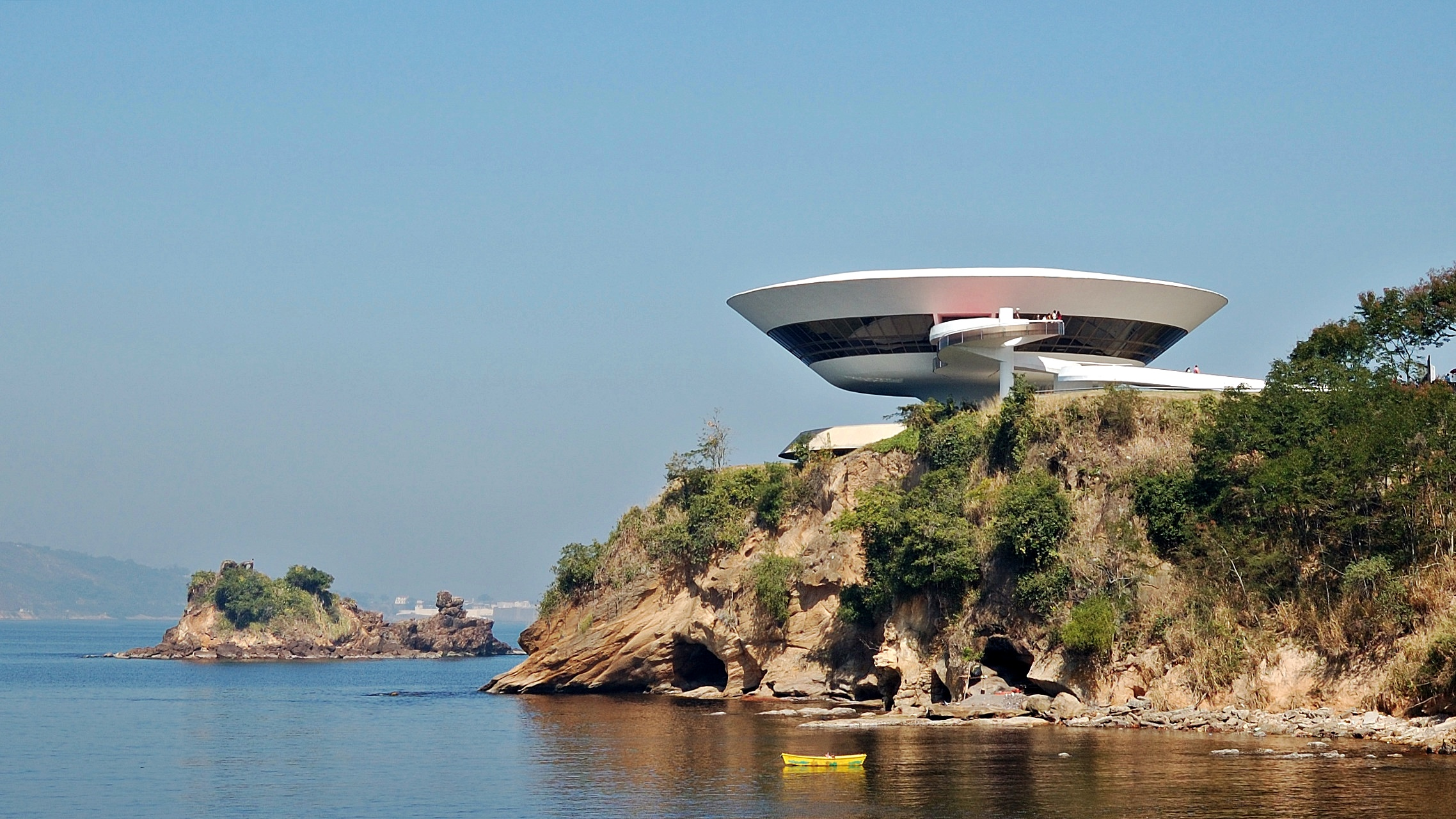
منظور لمتحف نيتيروي للفن المعاصر

يضم المتحف بشكل أساسي مجموعة جواو ساتاميني ( João Sattamini) ، التي تتكون من حوالي 1300 عمل من عام 1950 حتى اليوم.

## التصميم
تم تصميم المتحف من قبل المعماري أوسكار نيماير (Oscar Niemeyer) وبمساعدة المهندس برونو كونترايني (Contarini Bruno). استمر بناء المتحف لمدة خمس سنوات ، وافتتح في عام 1996. ويعلو المبنى الخرساني الخام المطلي باللون الأبيض الذي يبلغ ارتفاعه 16 متراً قبة قطرها 50 متراً تشبه إلى حد بعيد صحن طائر. تضفي البركة (817 مترًا مربعًا وعمق 60 سم ) التي تحيط بالقاعدة مزيدًا من الإضاءة للمبنى. يمكن الوصول إلى المتحف وأرضياته الثلاثة من خلال منحدر حلزوني (98 مترًا).